# Syzygium abbreviatum
Syzygium abbreviatum är en myrtenväxtart som beskrevs av Elmer Drew Merrill. Syzygium abbreviatum ingår i släktet Syzygium och familjen myrtenväxter.
Artens utbredningsområde är Filippinerna. Inga underarter finns listade i Catalogue of Life.